# Crawfish
Crawfish – singel Johnny’ego Thundersa & Patti Paladin, wydany w 1984 przez firmę Jungle Records.

## Lista utworów
Wersja (7"):
1. "Crawfish" (Ben Wise/Fred Wise) – 3:24
2. "Tie Me Up" (PattiPalladin/Johnny Thunders) – 3:09

Wersja (12"):
1. "Crawfish" (Ben Wise/Fred Wise) – 4:14
2. "Tie Me Up" (PattiPalladin/Johnny Thunders) – 3:09
3. "Crawfish" (Bayou Mix) (Ben Wise/Fred Wise) – 4:22

## Skład
- Johnny Thunders – wokal, gitara
- Patti Paladin – wokal
- John Perry – gitara
- Judd Lander – harmonijka ustna
- Billy Rath – gitara basowa
- Jerry Nolan – perkusja
- John Earle – saksofon
- Pedro Ortiz – instr. perkusyjne